# Rio Aras
O rio Aras (em turco: Aras; em persa: ارس), Araxes (em grego: Αράξης; romaniz.: Aráxēs), Arax (em armênio: Արաքս; em osseta: Аракс; romaniz.: Araks), Araxi (em georgiano: არაქსი; romaniz.: Araksi) ou Araz (em azeri: Araz) é um rio transnacional do Cáucaso. Com 1 072 quilômetros de extensão, nasce no planalto Armênio perto de Erzurum. Recebe as águas de vários tributários e segue ao longo da fronteira armeno-turca, da fronteira armeno-iraniana e da fronteira azeri-iraniana, entrando finalmente no Azerbaijão até desaguar no rio Cura.